# Hof-Apotheke (Weimar)

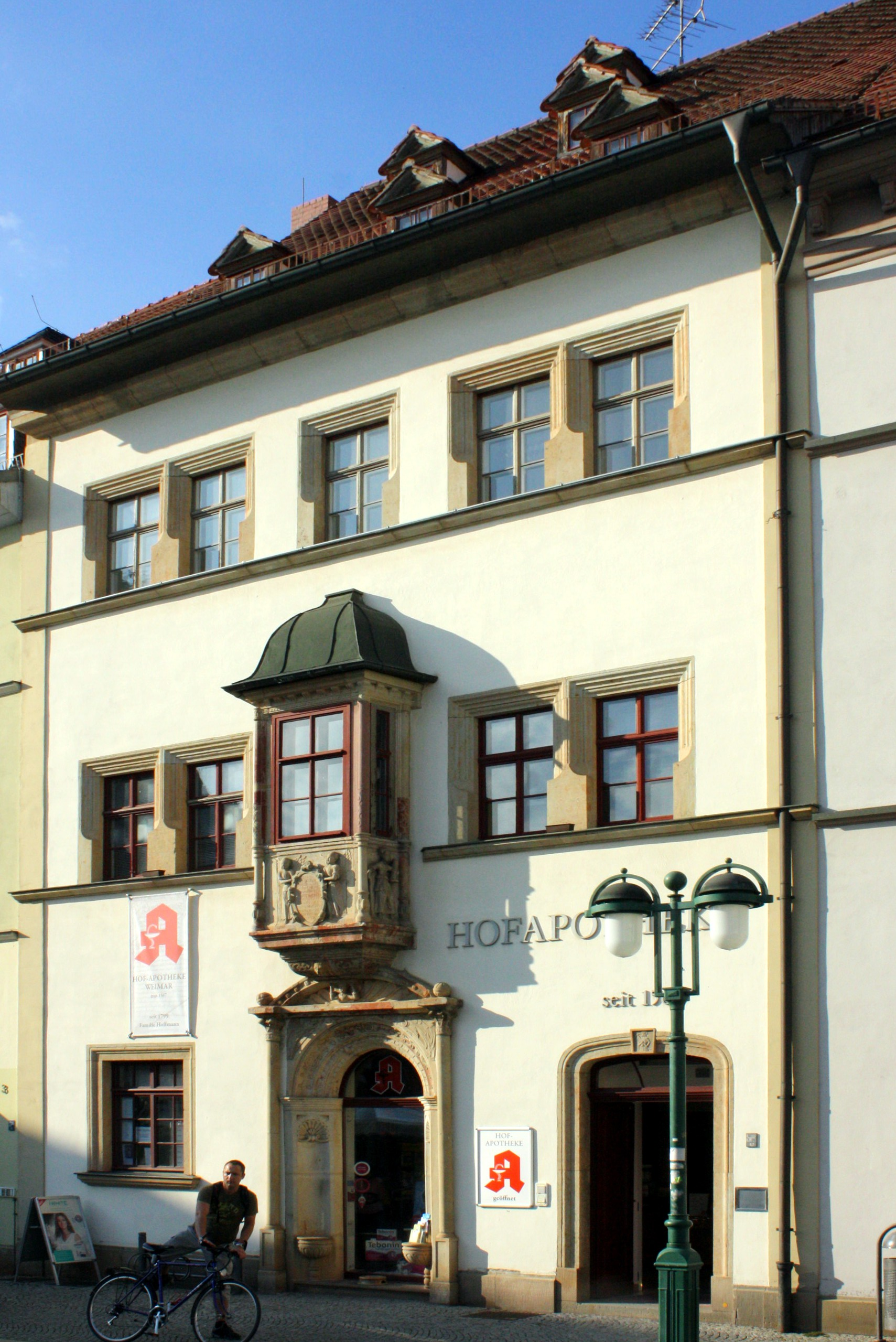
Hof-Apotheke (2014)

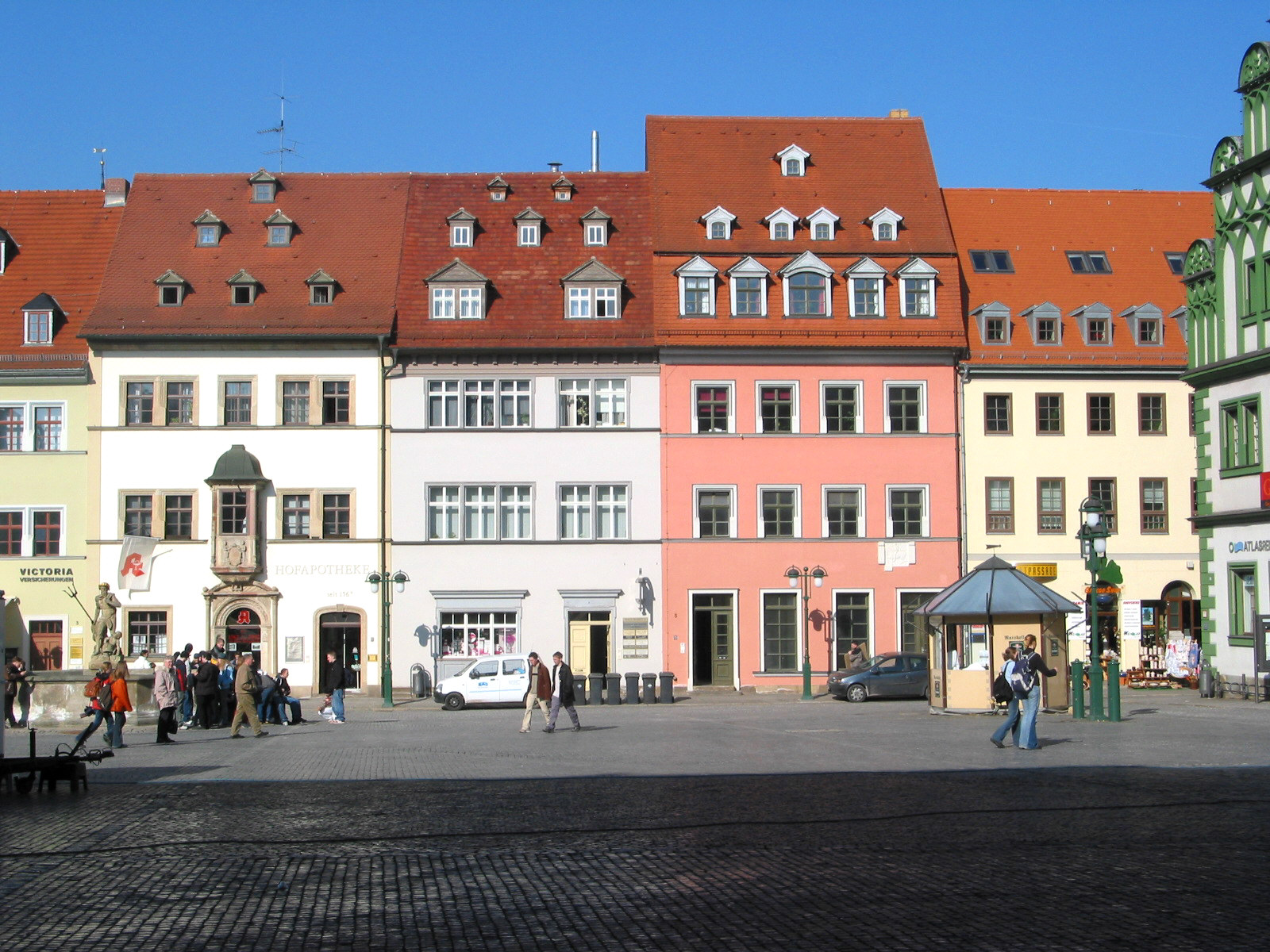
Marktnordseite mit der Hof-Apotheke (2007)

Die Hof-Apotheke war die älteste Apotheke in Weimar und war bis zur Gründung der Löwen-Apotheke 1801 auch die einzige. Von 1567 bis 1945 und seit 1988 befand sie sich im ebenso benannten Gebäude am Markt 4. Das Renaissance-Bauwerk wurde im Zweiten Weltkrieg zerstört und 1988 rekonstruiert. 2022 wurde das Geschäft geschlossen.

## Geschichte
Sie wurde 1506 an der Stelle des späteren Fürstenkellers erstmals erwähnt. Im Jahre 1567 bekam sie das Privileg auf das Haus an der Marktnordseite übertragen. Dieses Haus wurde vom nachmaligen Weimarer Bürgermeister Jacob Schröter (1529–1612) erbaut. Markant treten der Erker und das Sitznischenportal hervor. Als Apotheker wurde Laurentz Kreisch erwähnt, der mit Schröters Sohn verschwägert gewesen war. In der klassischen Zeit war das Gebäude im Besitz des Bergrats, Hofmedikus und Amtsphysikus Wilhelm Heinrich Sebastian Bucholz (auch Buchholz), der wiederum mit Goethe wissenschaftliche Experimente vornahm (Ballonexperimente). Buchholz war eine wesentliche Figur in der Anfangszeit von Goethes naturwissenschaftlichen Studien. Im Jahre 1798 ging die Apotheke in den Besitz des Professors und Hofapothekers Karl August Hofmann über, in dessen Familie diese über mehrere Generationen verblieb und noch immer ist. Beim Luftangriff auf Weimar vom 9. Februar 1945 wurde die Hof- und Stadtapotheke zerstört und zunächst als Stadtapotheke in der Frauentorstraße 3 weitergeführt. Das Haus der alten Hof- und Stadtapotheke wurde 1988 unter Einbezug von Spolien rekonstruiert.
Seit dem 29. Februar 2024 befindet sich in den Räumen der Hof-Apotheke die Touristinformation der Stadt Weimar. Dort soll sie für mindestens drei Jahre bis 2027 bleiben, solange die Generalsanierung des Stadthauses am Markt 10 dauert.
Der an der Rekonstruktion angebrachte authentische Renaissance-Erker steht auf der Liste der Kulturdenkmale in Weimar (Einzeldenkmale).